# نشانگان دم اسب
به مجموعه علایمی که در اثر آسیب ریشه‌های دم اسب ایجاد می‌گردد، سندرم یا نشانگان دم اسب به (به انگلیسی: Cauda equina syndrome) می‌گویند.انتهای طناب نخاعی در سطح مهره اول یا دوم کمری، در ناحیه مخروط انتهایی پایان می‌یابد.ریشه‌های خاجی(ساکرال)اعصاب نخاعی از مخروط انتهایی منشعب می‌گردند(پنج زوج خاجی).ریشه‌های پایین اعصاب کمری(L3-L4-L5) به همراه ریشه‌های خاجی S1 تا S5، دم اسب را ایجاد می‌کنند.آسیب ریشه‌های دم اسب منجربه علایم خاصی می‌گردد، که نشانگان(سندرم)دم اسب نامیده می‌شود.اگرچه آسیب ریشه‌های دم اسب ممکن است کامل باشد، ولی معمولاً چنین صدماتی ناکامل است.

## سطح آسیب
معمولاً آسیب در زیر سطح مهره سوم کمری، منجربه ضایعه نورون حرکتی تحتانی و نورون حسی می‌گردد که به سندرم دم اسب معروف است.

## علل
بعضی از عواملی که در ایجاد سندرم دم اسب نقش دارند، عبارتنداز:
- ضربه مستقیم
- بیماری مننگومیلوسل که شایع است.
- گاهی فتق دیسک بین مهره‌ای در سطحی پایین تر از مهره سوم کمری(L3)
- تنگی مجرای نخاعی در پایین فقرات کمری و ناحیه خاجی
- درهم فرورفتگی[۲] یا آسیب‌های شدید مهره‌ای
- تومورها و عفونت‌ها
- بیماری التهابی

## علایم
با توجه به شدت ضایعه در منطقه دم اسب، علایم بیمار نیز متفاوت است که می‌تواند در ارتباط با موارد زیر باشد:
- فلج خفیف یا فلج شل پاها
- نقص حسی در مناطقی از سرینی و مقعد(اختلال حس درد و حرارت)
- ضایعات ریشه‌های S۳ و S۴ باعث ازبین رفتن رفلکس‌های مثانه، راست روده(رکتال) و نیز نعوظ آلت تناسلی می‌شود[۳].
- کاهش یا ازبین رفتن رفلکس‌های تاندون آشیل و پاتلار(رفلکس جهش زانو)
- ضایعات فشاری ممکن است ناحیه دم اسب و مخروط انتهایی(نخاعی)را با هم درگیرکنند که در این حالت ترکیبی از علایم نورون حرکتی تحتانی(LMN) و تا حدودی افزایش رفلکس یا علامت بابنسکی دیده می‌شود[۴].

## درمان
با توجه به مشکل بیمار و عامل آسیب، درمان ممکن است در ارتباط با موارد ذیل باشد:
- درمان طبی
- درمان جراحی
- درمان توانبخشی(بیشتر فیزیوتراپی و کاردرمانی)